# Канзафаровский сельсовет
Канзафаровский сельсовет — муниципальное образование в Зилаирском районе Башкортостана России.

## История
Постановлением Всероссийского ЦИК «Об изменениях в административно-территориальном делении Башкирской АССР» от 20 февраля 1932 года селение Ново-Покровское и колхоз «Юлдуз» Зилаирского района» переданы в состав Канзафаровского сельсовета, Хайбулинского района (так с одной л в тексте).
К 1940 году входил в состав Матраевского района. После упразднения в июле 1956 года Матраевского района пять его сельсоветов вошли в состав Зилаирского района: Верхне-Галеевский, Воскресенский, Канзафаровский, Сабыровский, Юлдыбаевский.
Согласно Закону о границах, статусе и административных центрах муниципальных образований в Республике Башкортостан имеет статус сельского поселения.

## Население
| 2002 | 2009 | 2010 | 2012 | 2013 | 2014 | 2015 |
| ---- | ---- | ---- | ---- | ---- | ---- | ---- |
| 716  | ↗720 | ↘612 | ↘605 | ↘589 | ↘561 | ↘553 |
| 2016 | 2017 | 2018 |      |      |      |      |
| ↘551 | ↗565 | ↘553 |      |      |      |      |

## Состав сельского поселения
| № | Населённый пункт | Тип населённого пункта          | Население |
| - | ---------------- | ------------------------------- | --------- |
| 1 | Юмагужино        | деревня, административный центр | ↘380      |
| 2 | Саляхово         | деревня                         | ↘161      |
| 3 | Канзафарово      | деревня                         | ↘45       |
| 4 | Новоякупово      | деревня                         | ↗26       |